# II ветеранская конная когорта галлов
II ветеранская конная когорта галлов (лат. Cohors II Gallorum veterana equitata) — вспомогательное подразделение армии Древнего Рима.
Данное подразделение, по всей видимости, было основано в правление императора Октавиана Августа из жителей провинции Лугдунская Галлия. Первая датируемая надпись с упоминанием когорты относится к 99 году. В это время она дислоцировалась в Нижней Мёзии. Предположительно, когорта участвовала в дакийских войнах Траяна. Весьма непродолжительное время подразделение стояло лагерем в провинции Мавретания Цезарейская, что отображено в надписи от 107 года. Приблизительно с 122 по 244—249 годы, к которым относится последняя датируемая надпись с упоминанием когорты, она находилась в Британии. Солдаты когорты принимали участие в строительстве вала Адриана. С 178 по 244 год подразделение дислоцировалось в крепости Старый Пенрит около вала.
Ввиду своего размера и долгосрочного базирования на севере британской границы, когорта почти наверняка участвовала во всех крупных кампаниях в этом неспокойном регионе:
- в 139—142 годах в походе Квинта Лоллия Урбика в Каледонию, окончившимся строительством вала Антонина.
- в 154—158 годах в подавлении восстания бригантов[1].
- в 181—185 годах в отражении нападения каледонских племён на вал Адриана[2].
- в 196—197 годах в гражданской войне между наместником Британии Клодием Альбином и Септимием Севером[3].
- в 208—211 годах в походе Септимия Севера в Каледонию.